# Janie Guimond
Janie Guimond (* 11. April 1984 in Trois-Rivières, Québec, Kanada) ist eine kanadische Volleyballspielerin.

## Karriere
Mit der kanadischen Nationalmannschaft belegte Guimond beim Pan-American Volleyball Cup 2010 den siebten und 2012 den achten Platz. Bei der Volleyball-Weltmeisterschaft der Frauen 2010 erreichte sie mit der Nationalmannschaft den 21. Platz. In der Saison 2011/12 spielte sie in Rumänien bei SCM U Craiova. Im September 2012 wechselte sie zum Köpenicker SC in die Deutsche Bundesliga.